# Transito di Venere del 2012

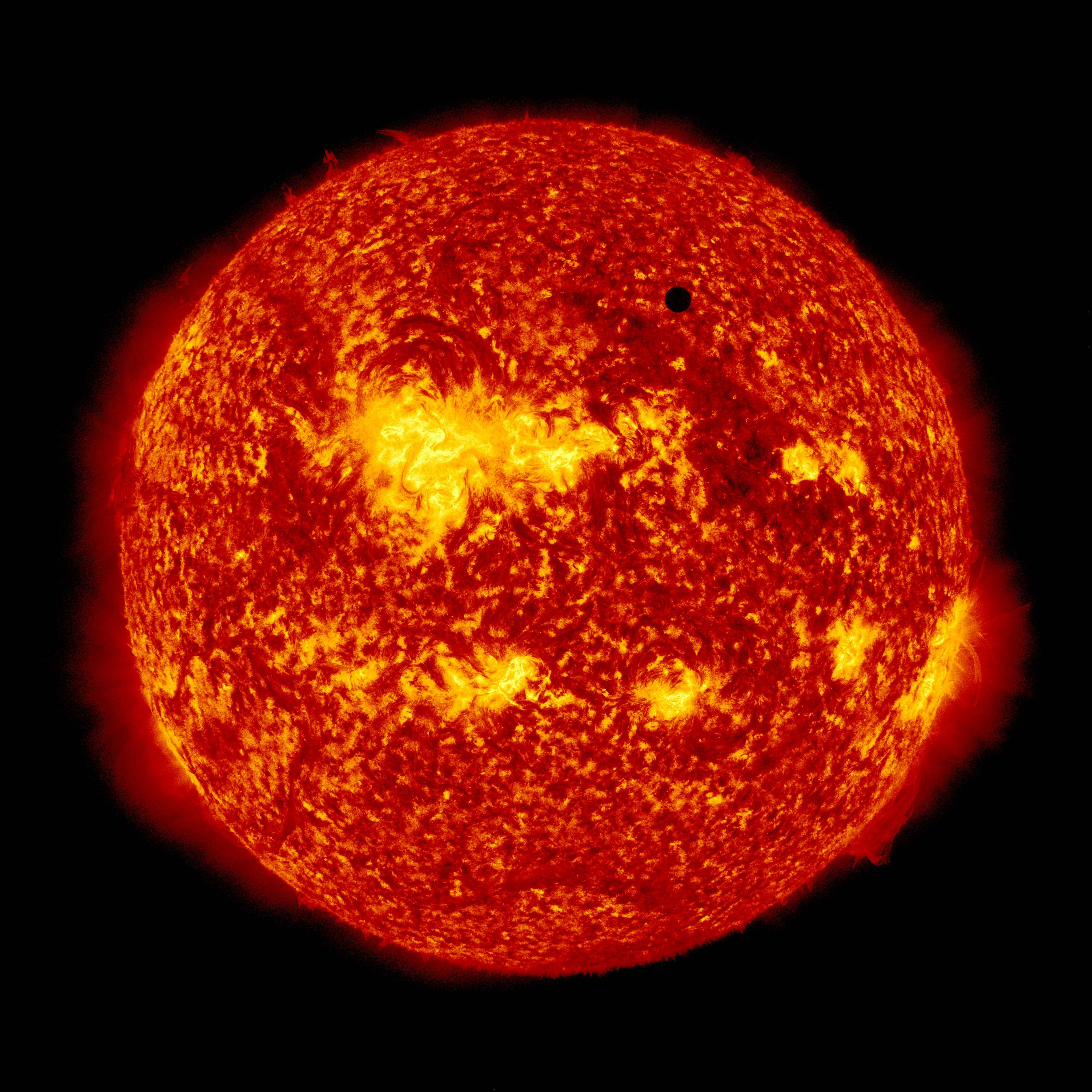
Fotografia del transito scattata dal Solar Dynamics Observatory.

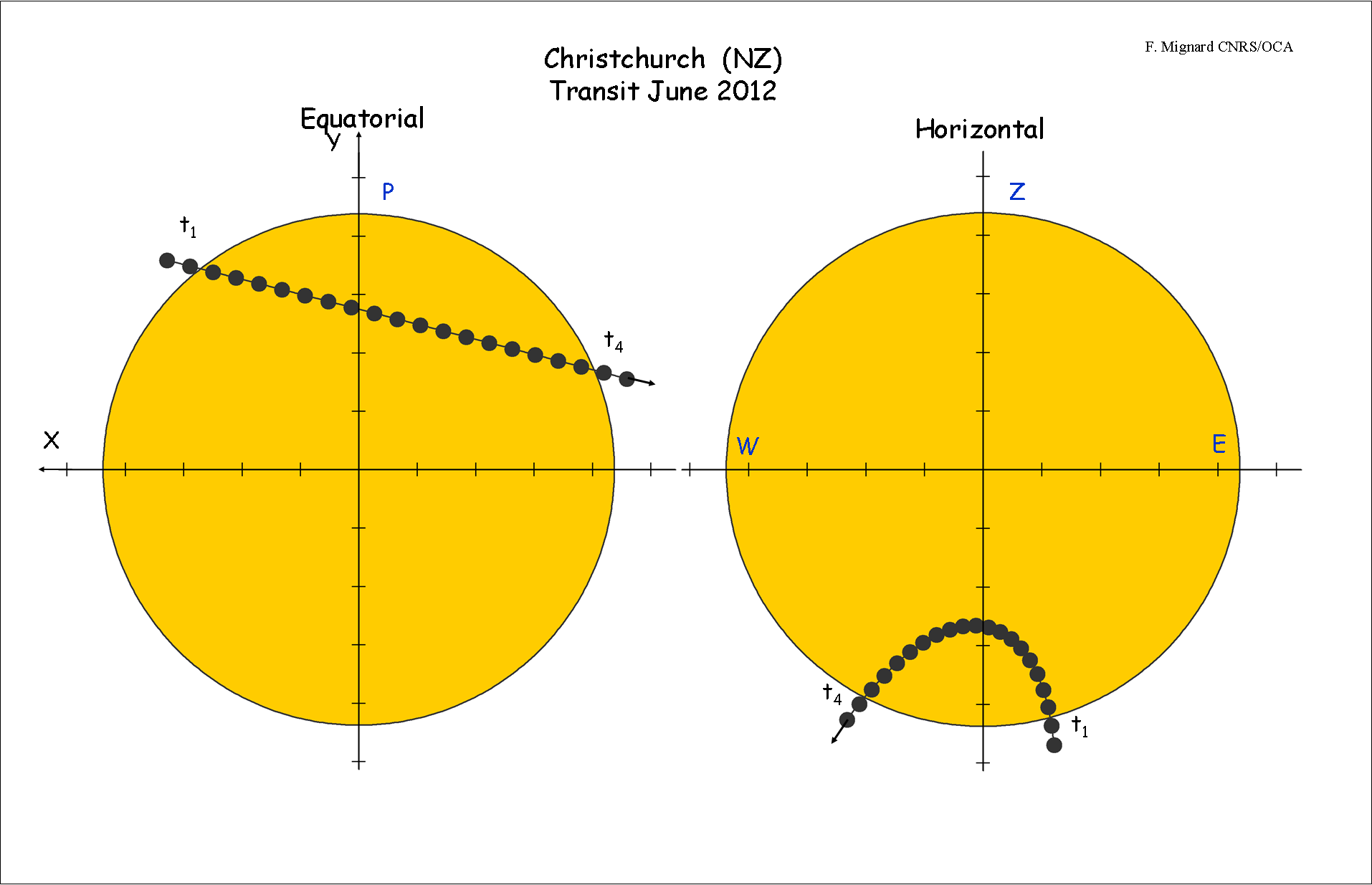
Traiettoria del transito osservato da Christchurch (Nuova Zelanda) in coordinate equatoriali e orizzontali.

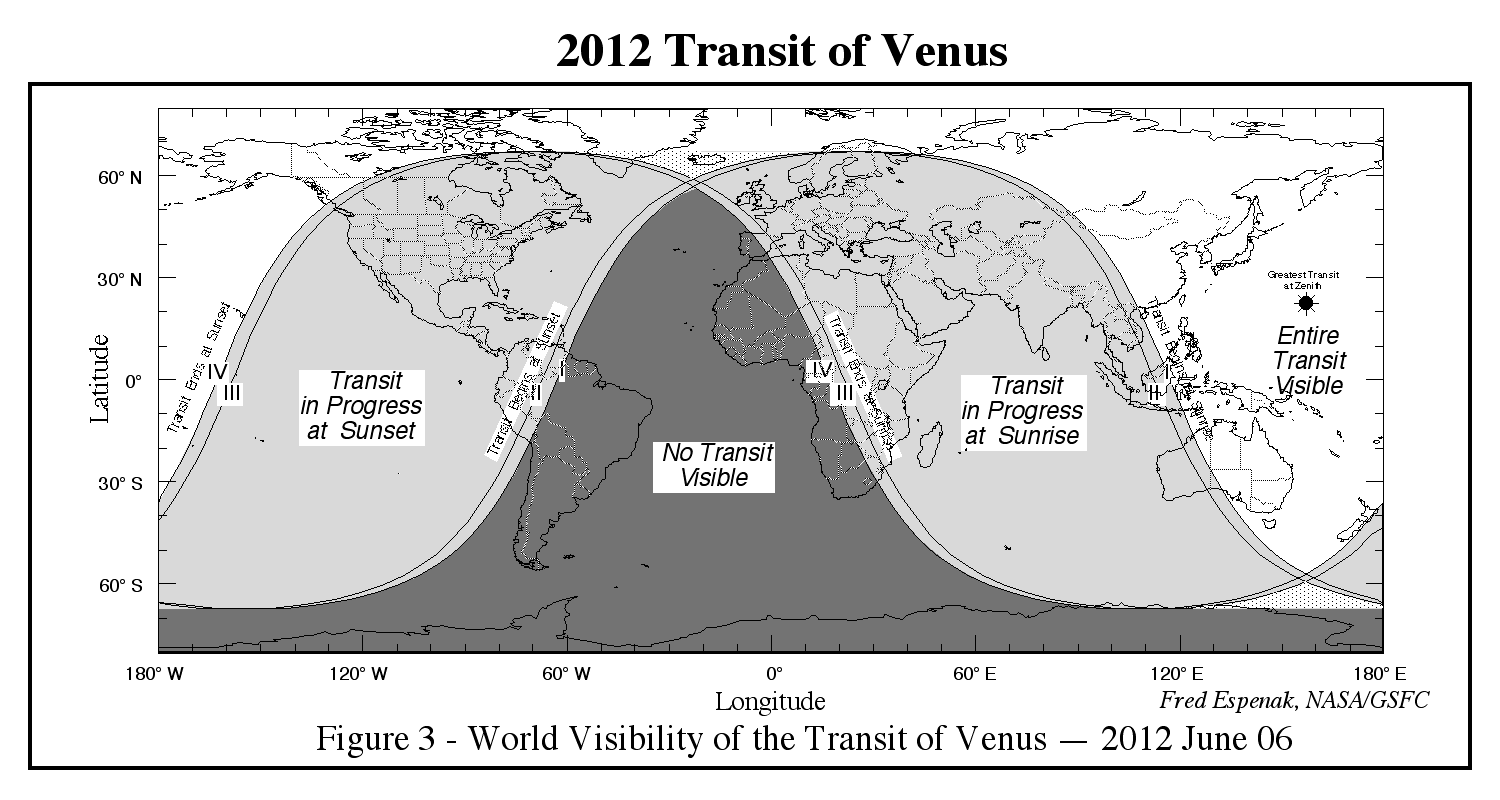
Aree di visibilità/non visibilità del transito del 2012

Il transito di Venere del 2012 è un raro evento astronomico avvenuto tra il 5 ed il 6 giugno del 2012, ad otto anni dal transito precedente, avvenuto l'8 giugno 2004.
Ha avuto inizio alle 00:09 CEST ed è terminato alle 06:49 CEST
In realtà tali orari dipendono dalla posizione dell'osservatore, per cui è stato possibile osservare il transito con una differenza di ±7 minuti.
Il fenomeno si ripeterà l'11 dicembre 2117.

## Visibilità
La zona ove il fenomeno è stato meglio osservabile è grosso modo la parte centrale e occidentale dell'Oceano Pacifico. Il Nord America ha assistito all'inizio del transito, mentre l'Asia meridionale, il Medio Oriente e gran parte dell'Europa ha potuto vederne la parte finale. Il transito non è stato visibile nella maggior parte del Sud America, nella parte occidentale dell'Africa, in Portogallo e in parte della Spagna.

## Immagini e video del transito

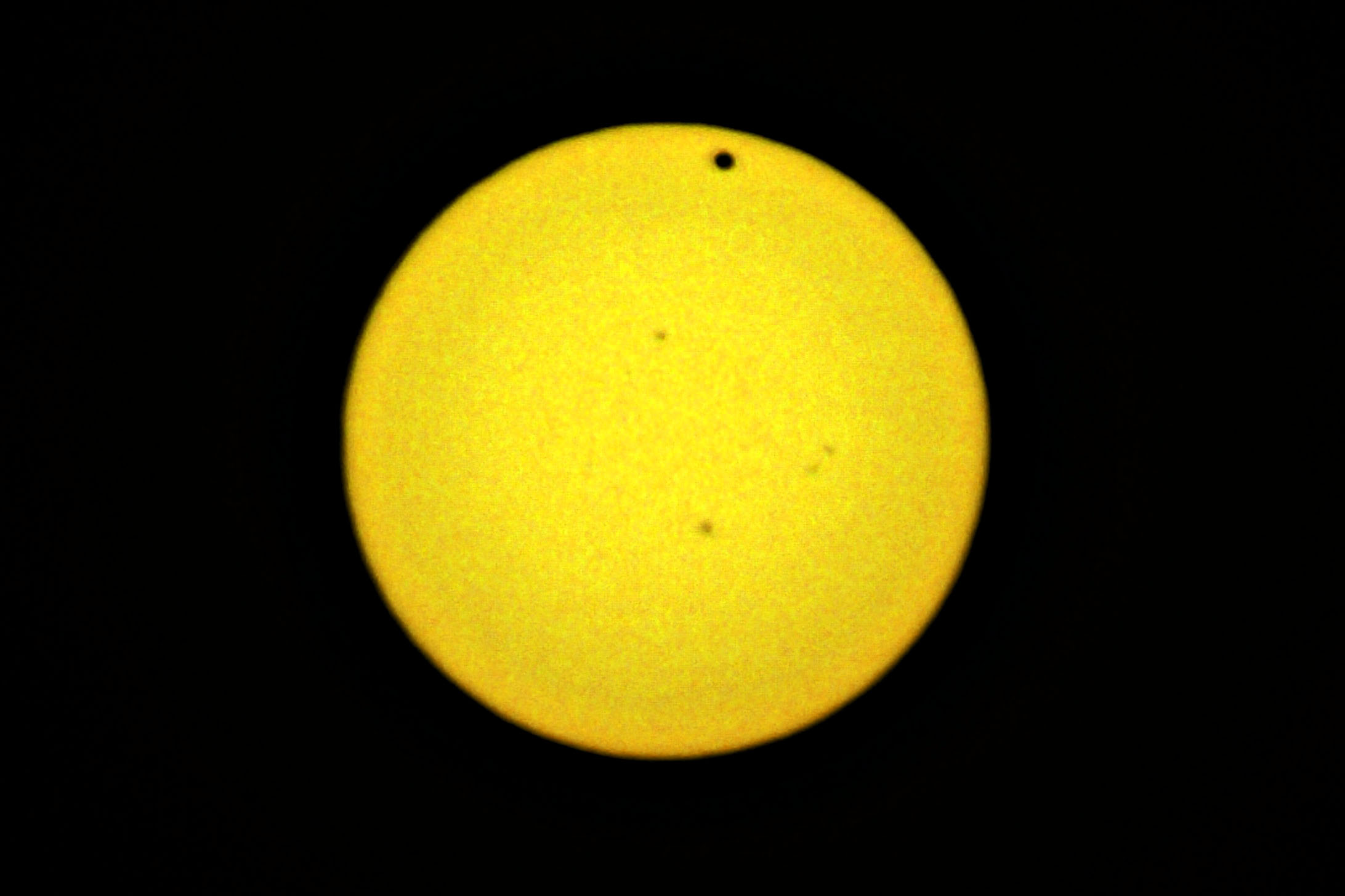
Transito visto da Ragusa. 06:11 CEST
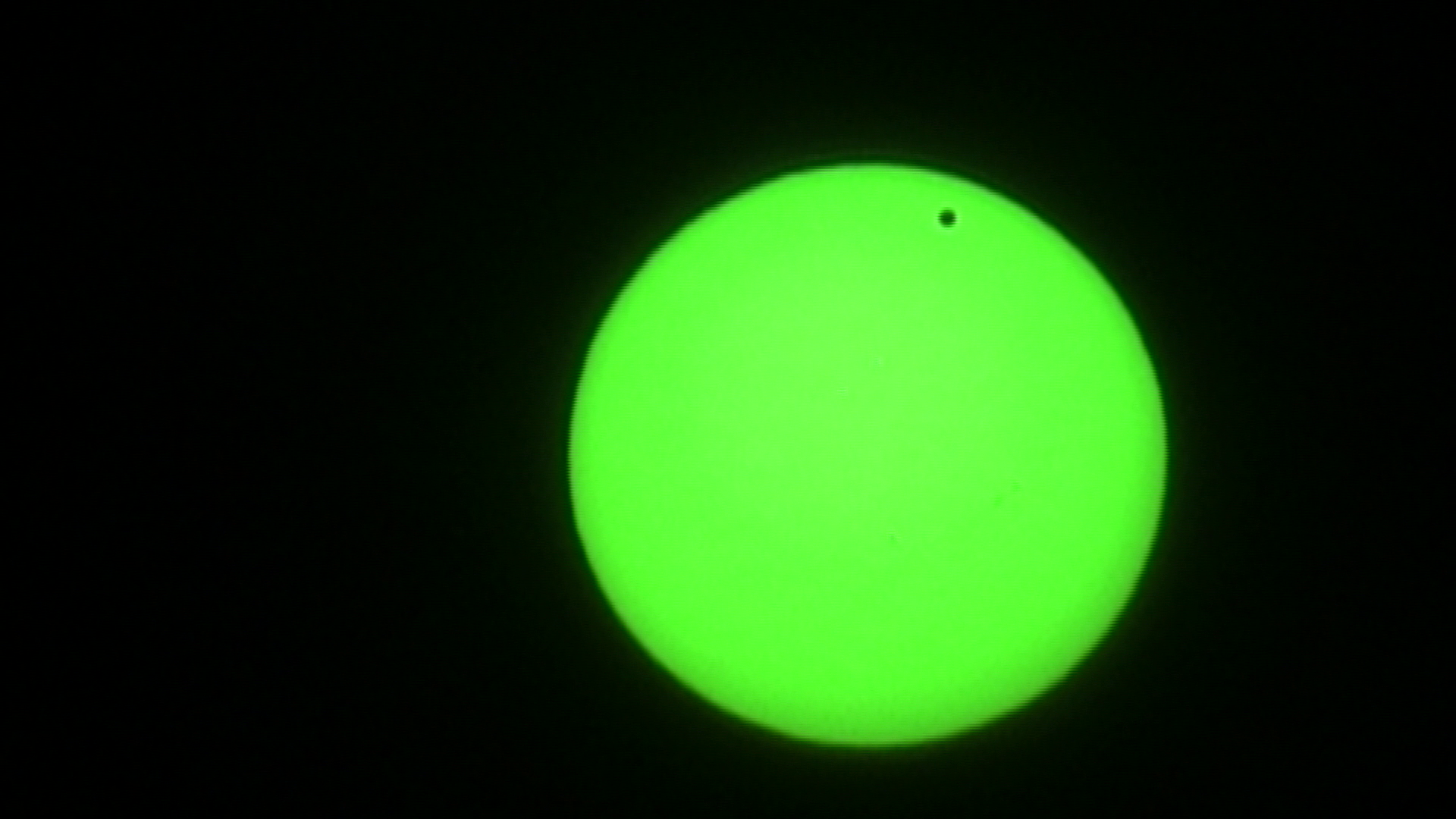
Transito visto da Assisi. 06:10 CEST
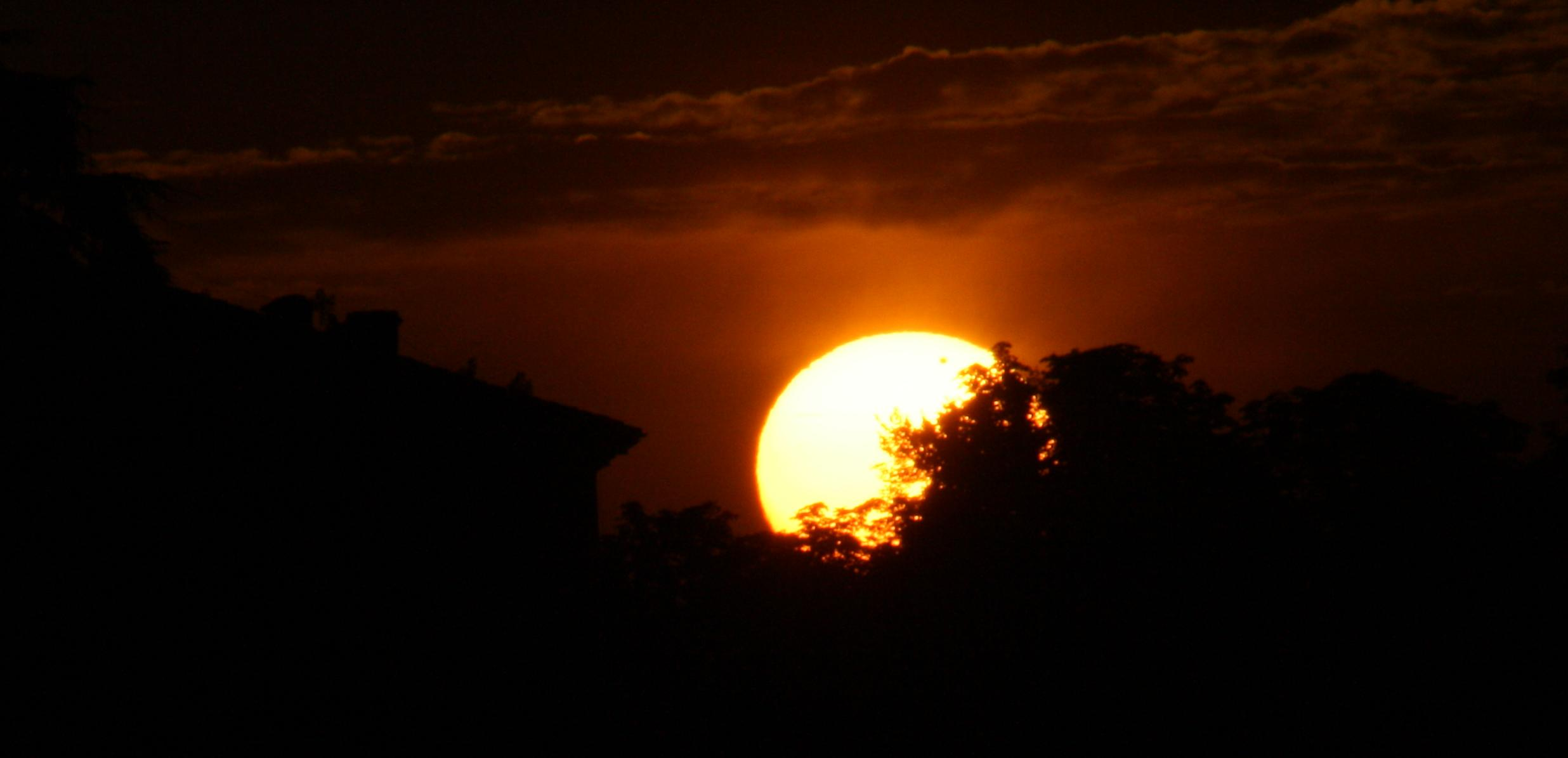
Novi Ligure. Foto realizzata senza l'uso di alcun filtro 06:01 CEST
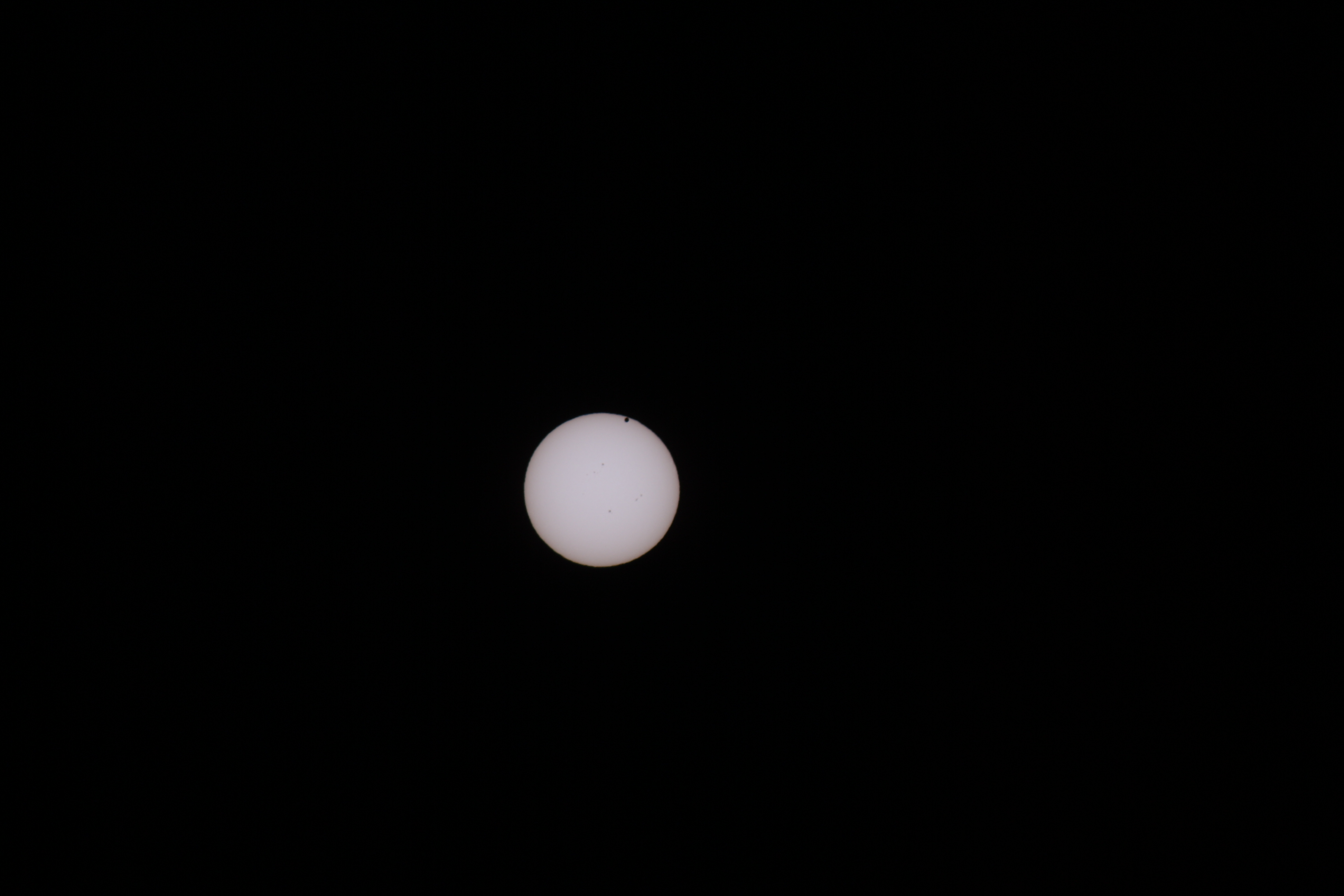
Novi Ligure. Venere ha raggiunto il bordo del Sole. Sono visibili anche sei macchie solari. 06:48 CEST
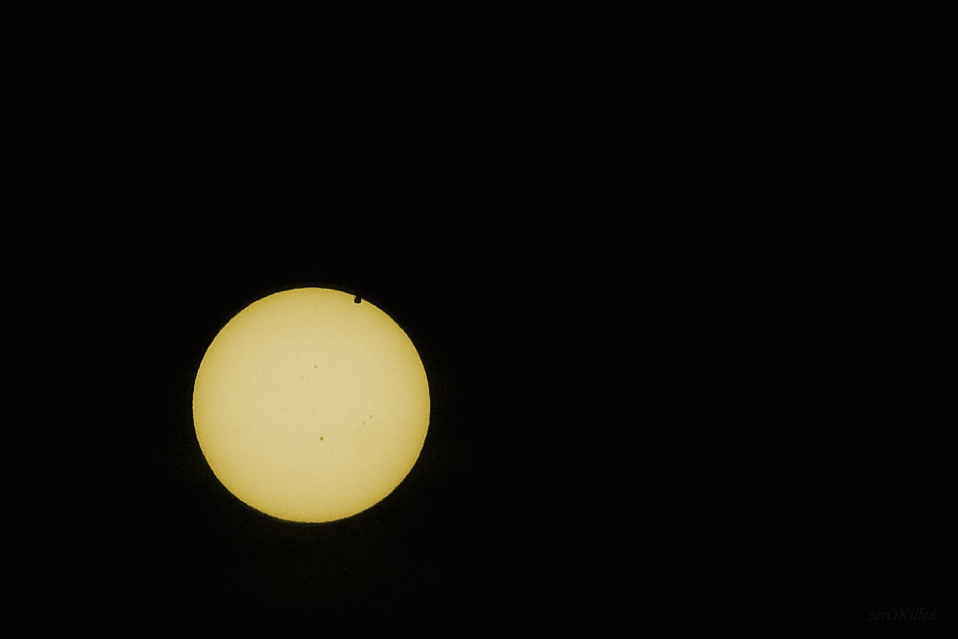
Transito visto da Varese. 06:40 CEST
- Video del transito di Venere sul Sole.